# Joan Benesh
Joan Benesh (rozená Rothwell; 26. března 1920 – 27. září 2014) byla britská baletní tanečnice, která se svým manželem Rudolfem vytvořila Benesh Movement Notation, což je přední britský systém taneční notace.

## Raný život, vzdělání a manželství
Narodila se jako Joan Dorothy Rothwell ve městě Wavertree v distriktu Liverpool v roce 1920. Tanec studovala tři roky v Liverpoolu na Studio School of Dance and Drama a poté u Lydie Sokolové. Získala baletní cenu na All England Dance Competition v roce 1937 a Parker Trophy for Dance v roce 1938.
Poté pracovala jako tanečnice a choreografka v komerčním divadle, kde se v roce 1947 seznámila s účetním, výtvarníkem a hudebníkem Rudolfem Beneshem. Ten si všiml, že Joan má potíže se záměrem dostat na papír její choreografické nápady pro balet. Začal proto vytvářet notaci, aby jí pomohl zaznamenat její tance a pak společně vyvinuli celý systém. Pár se vzal 12. března 1949 a ona pak nastoupila do Sadler's Wells Ballet Company.

## Benesh Movement Notation
Benešova pohybová notace používá k záznamu pozice končetin a těla pětitaktovou osnovu. Vykresluje pozici tanečníka při pohledu zezadu, jako by byl tanečník položen na hůl, která sahá od temene hlavy až k nohám. Pět linií odpovídá shora dolů hlavě, ramenům, bokům, kolenům a nohám tanečnice, Vloženy jsou ještě další znaky, které zaznamenávají výraz obličeje a polohu očí a prstů. Tyto podrobnosti vyplynuly z Joanina zvláštního zájmu o Bharatanatyam – klasický tanec jižní Indie. Jejich nový notační systém byl představen v Royal Ballet, plně publikován v roce 1956 a vystaven na Expo 58 v Bruselu.

## Pozdější život
Rudolf zemřel na rakovinu v roce 1975 a Joan poté odešla do důchodu. V roce 1977 vydala historii Reading Dance: The Birth of Choreology a v roce 1986 dostala cenu Královské akademie tance: Queen Elizabeth II Coronation Award. Odešla do Wimbledonu, kde mezi její koníčky patřilo zahradničení, šití a filozofie. Následně se přestěhovala do Skelmersdale, aby byla blízko svého jediného syna Anthonyho. Zemřela v tamním pečovatelském domě na zápal plic v roce 2014 ve věku 94 let.